# Leptotarsus (Tanypremnella) mediocornis
Leptotarsus (Tanypremnella) mediocornis is een tweevleugelige uit de familie langpootmuggen (Tipulidae). De soort komt voor in het Neotropisch gebied.